# Straat Korea
De Straat (van) Korea (Koreaans: 대한해협, 大韓海峽, Japans: 朝鮮海峡) is een zeestraat tussen de Gele Zee en de Japanse Zee tussen het Koreaanse schiereiland en de Japanse eilanden Kyushu en Honshu. De maximale diepte is ongeveer 90 meter, met een lengte van zo'n 100 kilometer en een breedte van 64 kilometer. In het midden van de zeestraat ligt het Japanse eiland Tsushima. 
De Japanners gebruiken de naam Tsushimastraat (Kanji:対馬海峡) als aanduiding voor de Straat Korea. Het zuidelijk deel bij het eiland Kyushu wordt ook Genkaizee genoemd.
De zeestraat wordt doorstroomd door de Kuroshiostroming, een golfstroom in het westerse deel van de Grote Oceaan, die op de plaats van de Straat Korea warm is.
De economische waarde van de Straat van Korea is groot. Er wordt door vele schepen gebruik van gemaakt. De passage door de zeestraat is gratis omdat het territorium van zowel Japan als Zuid-Korea zich beperkt tot 3 mijlen uit de kust. Een belangrijke haven in Zuid-Korea is Busan, die door routes verbonden is met de Japanse havens Fukuoka, Tsushima, Shimonoseki en Hiroshima en het Zuid-Koreaanse eiland Jeju.
Een zeeslag die in de Straat van Korea heeft plaatsgevonden is de Slag bij Tsushima tussen de Russische en Japanse vloot in 1905, die het einde van de Russisch-Japanse Oorlog markeerde.